# Бенсон, Робби (кинематографист)
Ро́бби Бе́нсон (англ. Robby Benson; род. 21 января 1956, Даллас) — американский актёр театра, кино и телевидения, певец, музыкант, композитор, режиссёр, продюсер, сценарист и преподаватель нескольких крупных университетов. Наиболее известен зрителю как актёр, озвучивший Чудовище в мультфильме «Красавица и Чудовище» (и в его сиквелах и спин-оффах), а также как режиссёр шести эпизодов сериала «Друзья». Изредка выступает как писатель-мемуарист.

## Биография
Робин Дэвид Сегал (настоящее имя кинематографиста) родился 21 января 1956 года в Далласе (штат Техас, США) в еврейской семье. Мать звали Энн Бенсон (1930 — ?), она была певицей, актрисой, менеджером по продвижению бизнеса. Отца звали Джерри Сегал (1927 — ?), он был сценаристом. Дедушки и бабушки мальчика также были евреями из Румынии, России и Польши. Младшая сестра — Шелли, стала дизайнером и гримёром-парикмахером. В 1962 году семья переехала в Нью-Йорк, где мальчик с десяти лет начал играть в театре. Тогда же он выбрал себе в качестве сценического псевдонима девичью фамилию матери, чуть изменил имя и на всю жизнь остался известен как Робби Бенсон.
В 1967 году Робби впервые появился на широком экране: в эпизодической роли без указания в титрах в фильме «Дождись темноты», однако ребёнком-актёром он не стал: в 15—16 лет он снялся в двух эпизодах мыльной оперы «В поисках завтрашнего дня», а второй раз на широком экране появился лишь в 1973 году. В 1971 году снимался в рекламе сладостей Reese's Peanut Butter Cups. В 1975 году 19-летний юноша пробовался на роль Люка Скайуокера в предстоящей ленте «Звёздные войны. Эпизод IV: Новая надежда», но в итоге продюсеры выбрали Марка Хэмилла. В 1978 году Бенсон срочно научился кататься на коньках и играть в хоккей, чтобы сняться в ленте «Ледяные за́мки» в паре с известной актрисой, режиссёром и фигуристкой Линн-Холли Джонсон.
В 1988—2016 годах преподавал в школах и вузах, в том числе в Индианском университете, Университете Юты, Университете Южной Каролины и в Школе искусств «Тиш». Бенсон покинул университет после весеннего семестра 2016 года, когда истёк срок его трёхлетнего контракта.
У Бенсона врачи еще в подростковом возрасте обнаружили сердечные шумы. В 1984 году он перенёс операцию на открытом сердце, в дальнейшем последовали ещё три. Актёр практикует трансцендентальную медитацию.

### Личная жизнь
11 июля 1982 года Бенсон женился на певице и актрисе Карле Девито (род. 1953). У пары двое детей: дочь Лирик (род. 1983) и сын Зефир (род. 1991), который тоже стал актёром, пробует себя как режиссёр, сценарист и продюсер.

## Награды и номинации
С полным списком кинематографических и музыкальных наград Робби Бенсона можно ознакомиться на сайте IMDB
Номинации
- 1974 — «Золотой глобус» в категории «Самый многообещающий новичок» за роль в фильме «Джереми»[англ.].
- 1983 — «Золотой глобус» в категории «Лучший актёр в мини-сериале или телефильме» за роль в фильме «Хорошая пара».
- 1985 — «Золотая малина» в категории «Худший актёр второго плана» за роль в фильме «Гарри и сын».
- 1993 — «Грэмми» в категории «Альбом года» за альбом «Красавица и Чудовище» (совместно с ещё 12 продюсерами, певцами и певицами).
- 1995 — CableACE Award в категории «Лучшая режиссура комедийного сериала» за режиссуру эпизода Try Not to Remember сериала «Как в кино[англ.]».

## Театр
Бродвей
- 1969 — Зельда / Zelda — Дэвид Хартмен
- 1970—1972 — Ротшильды[англ.] / The Rothschilds — мальчишка / Соломон Ротшильд в детстве
- 1981—1982 — Пираты Пензанса / The Pirates of Penzance — Фредерик

Прочие театры
- 2004 — Открытое сердце / Open Heart — сценарий, стихи, музыка и исполнение главной роли. Постановка посвящена болезням сердца[10][16].

## Избранная фильмография

### Актёр на широком экране
- 1967 — Дождись темноты / Wait Until Dark — мальчик, бросающий мяч (в титрах не указан)
- 1973 — Джори / Jory — Джори Уолден
- 1973 — Джереми[англ.] / Jeremy — Джереми Джонс
- 1975 — Лодка «Счастливая леди»[англ.] / Lucky Lady — Билли
- 1976 — Ода Билли Джо[англ.] / Ode to Billy Joe — Билли Джо МакАллистер
- 1977 — Один на один[англ.] / One on One — Генри Стил
- 1978 — Конец[англ.] / The End — отец Дейв Бенсон
- 1978 — Ледяные за́мки[англ.] / Ice Castles — Ник Петерсон
- 1979 — Иди гордо[англ.] / Walk Proud — Эмилио Мендес
- 1980 — Награда / Tribute — Джад Темплтон
- 1981 — Избранные / The Chosen — Дэнни Сондерс
- 1983 — Бегущий смельчак[англ.] / Running Brave — Билли Миллс
- 1984 — Гарри и сын / Harry & Son — Говард Кич
- 1985 — Границы города[англ.] / City Limits — Резчик
- 1987 — Полицейский по найму / Rent-a-Cop — Питтс

### Актёр телевидения
- 1971—1972 — В поисках завтрашнего дня / Search for Tomorrow — Брюс Карсон (в 2 эпизодах)
- 1974 — Все добрые незнакомцы[англ.] / All the Kind Strangers — Джон
- 1976 — Однажды за один раз / One Day at a Time — Кен (в эпизоде The College Man[англ.])
- 1977 — Смерть Ричи[англ.] / The Death of Richie — Ричи Вернер
- 1985 — Калифорнийские девчтонки[англ.] / California Girls — Натан Боузер
- 1985 — Альфред Хичкок представляет / Alfred Hitchcock Presents — Эд (в эпизоде Method Actor[англ.])
- 1990 — Автостопщик / The Hitchhiker — Барт (в эпизоде Tourist Trap)
- 1993 — Дорога в Эйвонли / Road to Avonlea — Джонатан Рейвенхёрст Блэкуэлл (в эпизоде The Disappearance[англ.])
- 1996—1997 — Сабрина — маленькая ведьма / Sabrina the Teenage Witch — Эдвард Спеллмен (в 2 эпизодах)
- 2002—2003 — Американские мечты / American Dreams — профессор Уитт (в 8 эпизодах)

### Актёр озвучивания
- 1985 — Величайшее приключение: Истории из Библии[англ.] / The Greatest Adventure: Stories from the Bible — Давид (в эпизоде David and Goliath)
- 1991 — Красавица и Чудовище / Beauty and the Beast — Чудовище[англ.]
- 1991—1993 — Легенда о принце Валианте[англ.] / The Legend of Prince Valiant — принц Валиант (в 65 эпизодах[англ.])
- 1992 — Бэтмен / Batman — Уилкс (в эпизоде P.O.V.)
- 1992 — King’s Quest VI: Heir Today, Gone Tomorrow — принц Александр
- 1992 — Ковбои с Дикого Запада[англ.] / Wild West C.O.W.-Boys of Moo Mesa — второстепенные персонажи (в 3 эпизодах)
- 1993—1994 — Эхо-взвод / Exosquad — Дж. Т. Марш (в 14 эпизодах[англ.])
- 1994 — Волшебный школьный автобус / The Magic School Bus — Арчибальд Сидплот (в эпизоде Goes to Seed[англ.])
- 1997 — Сайнфелд / Seinfeld — Винсент (в эпизоде The Comeback[англ.]; в титрах не указан)
- 1997 — Красавица и Чудовище: Чудесное Рождество / Beauty and the Beast: The Enchanted Christmas — Чудовище
- 1998 — Красавица и Чудовище: Волшебный мир Белль / Belle's Magical World — Чудовище
- 1999 — Сказки Белль о дружбе[англ.] / Belle's Tales of Friendship — Чудовище
- 2000 — Сердце дракона 2 / Dragonheart: A New Beginning — Дрейк, дракон
- 2000 — Жизнь и приключения Санта-Клауса[англ.] / The Life & Adventures of Santa Claus — Санта-Клаус в молодости
- 2001 — Волшебное Рождество у Микки / Mickey's Magical Christmas: Snowed in at the House of Mouse — Чудовище
- 2001—2002 — Мышиный дом / Disney's House of Mouse — Чудовище (в 8 эпизодах[англ.])
- 2002 — Kingdom Hearts — Чудовище
- 2005 — Kingdom Hearts II — Чудовище
- 2007 — Kingdom Hearts II: Final Mix+ — Чудовище
- 2011 — Kinect: Disneyland Adventures[англ.] — Чудовище

### Режиссёр
- 1993—1994 — Вечерняя тень[англ.] / Evening Shade — 8 эпизодов[англ.]
- 1994—1995 — Громовая аллея[англ.] / Thunder Alley — 21 эпизод
- 1995—1996 — Эллен / Ellen — 25 эпизодов[англ.]
- 1995—1997 — Друзья / Friends — 6 эпизодов
- 1996—1997 — Сабрина — маленькая ведьма / Sabrina the Teenage Witch — 3 эпизода
- 1997—1998 — Голая правда[англ.] / The Naked Truth — 14 эпизодов[англ.]
- 1999 — Сторож брату своему[англ.] / Brother's Keeper — 1 эпизод
- 2000 — Дарма и Грег / Dharma & Greg — 1 эпизод[англ.]
- 2000—2001 — Два парня и девушка[англ.] / Two Guys and a Girl — 2 эпизода[англ.]
- 2003 — 8 простых правил / 8 Simple Rules — 2 эпизода[англ.]
- 2003 — Малыш Боб[англ.] / Baby Bob — 2 эпизода
- 2004 — Настоящие дикари / Complete Savages — 1 эпизод
- 2008 — Билли: Ранние годы / Billy: The Early Years

### Сценарист
- 1977 — Один на один[англ.] / One on One
- 1993 — Предательство голубки / Betrayal of the Dove

### Композитор и певец
- 1973 — Джереми[англ.] / Jeremy — исполнитель песни The Hourglass Song
- 1979 — Иди гордо[англ.] / Walk Proud — композитор фильма, исполнитель песни Adios Yesterday
- 1979—1980 — Ночное шоу Джонни Карсона[англ.] / The Tonight Show Starring Johnny Carson — автор и исполнитель нескольких песен (в 3 выпусках)
- 1985 — Клуб «Завтрак» / The Breakfast Club — автор песни We Are Not Alone
- 1991 — Красавица и Чудовище / Beauty and the Beast — исполнитель песни Something There (в титрах не указан)
- 2008 — Билли: Ранние годы / Billy: The Early Years — автор и исполнитель песни Lilly's Song